# Discovery (album, ELO)
Discovery je osmi studijski album angleške skupine Electric Light Orchestra (ELO). Album je izšel 31. maja 1979 v Združenem kraljestvu pri založbi Jet Records in 8. junija v ZDA pri založbi Columbia Records. Album prikazuje usmerjanje skupine proti zvoku s primesmi disca. Ponovno je album izšel 11. junija 2001.

## Ozadje
Discovery je bil prvi album skupine, ki je dosegel 1. mesto britanske lestvice, kjer je ostal pet tednov. Album vsebuje pet hitov, »Shine a Little Love«, »Don't Bring Me Down«, »Last Train to London«, »Confusion« in »The Diary of Horace Wimp«, večina katerih vsebuje vplive disca. Naslova »Disco Very« se je domislil Richard Tandy. »Don't Bring Me Down« je postal eden edinih dveh top 3 singlov skupine v Združenem kraljestvu (»Xanadu« je dosegel 1. mesto leta 1980) in najvišje uvrščen singl skupine v ZDA, kjer je dosegel 4. mesto lestvice. »The Diary of Horace Wimp« je prav tako postal hit singl v Združenem kraljestvu, ne vsebuje potez disca in je bolj podoben Beatlesovskem stilu, kot skladba »Mr. Blue Sky«. Discovery je bil prvi album skupine, s katerega so izšli štirje top 10 singli v Združenem kraljestvu, leta 1997 pa je prejel dva platinasta certifikata s strani RIAA.
Discovery je prvi album ELO, pri katerem ni snemal godalni trio skupine, ki so ga sestavljali Mik Kaminski, Hugh McDowell in Melvyn Gale, vseeno pa so se pojavili v videospotih albuma, ki so bili posneti kot nadomestek turneje. Kmalu potem je godalni trio postal Lynnu odvečen njegovim potrebam in je odpustil vse tri. Kaminski se je sicer vrnil na turneji Time, sodeloval pa je tudi pri albumu Secret Messages in pri turneji Balance of Power.
Na zadnji strani ovitka je fotografija igralca Brada Garretta, oblečenega v oblačila srednjega vzhoda.
Album je bil remasteriziran leta 2001 kot del remasterizirane serije Epic/Legacy.

## Seznam skladb
Vse pesmi je napisal in uglasbil Jeff Lynne, razen »Little Town Flirt«, ki sta jo napisala Maron McKenzie in Del Shannon.
| Stran 1 | Stran 1                    | Stran 1 |
| Št.     | Naslov                     | Dolžina |
| ------- | -------------------------- | ------- |
| 1.      | „Shine a Little Love‟      | 4:43    |
| 2.      | „Confusion‟                | 3:42    |
| 3.      | „Need Her Love‟            | 5:11    |
| 4.      | „The Diary of Horace Wimp‟ | 4:17    |

| Stran 2 | Stran 2                | Stran 2 |
| Št.     | Naslov                 | Dolžina |
| ------- | ---------------------- | ------- |
| 5.      | „Last Train to London‟ | 4:32    |
| 6.      | „Midnight Blue‟        | 4:19    |
| 7.      | „On the Run‟           | 3:55    |
| 8.      | „Wishing‟              | 4:13    |
| 9.      | „Don't Bring Me Down‟  | 4:02    |

| Bonus skladbe na izdaji iz 2001 (prej neizdane) | Bonus skladbe na izdaji iz 2001 (prej neizdane) | Bonus skladbe na izdaji iz 2001 (prej neizdane) |
| Št.                                             | Naslov                                          | Dolžina                                         |
| ----------------------------------------------- | ----------------------------------------------- | ----------------------------------------------- |
| 10.                                             | „On the Run‟ (demo)                             | 1:01                                            |
| 11.                                             | „Second Time Around‟ (demo)                     | 0:43                                            |
| 12.                                             | „Little Town Flirt‟                             | 2:53                                            |

## Osebje
- Jeff Lynne – vokali, električne in akustične kitare, klavir, Yamaha CS80, producent
- Bev Bevan – bobni, tolkala, rototomi, timpani
- Richard Tandy – klavir, Yamaha CS80, Wurlitzer, clavinet
- Kelly Groucutt – vokali, bas, spremljevalni vokali

Dodatno osebje
- Reinhold Mack – inženir
- Jeff Lynne, Richard Tandy in Louis Clark – orkestrski in zborovski aranžmaji
- Louis Clark – dirigent
- Al Quaglieri – producent reizdaje (2001)

Nastopajoči v videospotih
- Jeff Lynne – vokali, kitara
- Bev Bevan – bobni
- Richard Tandy – klaviature
- Kelly Groucutt – bas kitara, vokali
- Mik Kaminski – violina
- Hugh McDowell – čelo
- Melvyn Gale – čelo

## Lestvice
| Lestvica (1979–80)                    | Najvišja uvrstitev |
| ------------------------------------- | ------------------ |
| Avstralija (Kent Music Report)        | 1                  |
| Avstrija                              | 3                  |
| Francija (SNEP)                       | 2                  |
| Italija                               | 4                  |
| Japonska (Oricon)                     | 31                 |
| Kanada (RPM)                          | 3                  |
| Nizozemska (MegaCharts)               | 3                  |
| Norveška (VG-lista)                   | 1                  |
| Nova Zelandija (RIANZ)                | 2                  |
| Švedska (Sverigetopplistan)           | 2                  |
| Zahodna Nemčija (Media Control)       | 7                  |
| ZDA (Billboard 200)                   | 5                  |
| ZDA (CashBox)                         | 5                  |
| Združeno kraljestvo (UK Albums Chart) | 1                  |

| Lestvica (1979)          | Mesto |
| ------------------------ | ----- |
| Avstralija               | 2     |
| Avstrija                 | 6     |
| Francija                 | 16    |
| Italija                  | 15    |
| Kanada (RPM Year-End)    | 5     |
| ZDA (Billboard Year-End) | 74    |
| Združeno kraljestvo      | 2     |
| Lestvica (1980)          | Mesto |
| Avstralija               | 48    |
| Združeno kraljestvo      | 89    |

## Certifikati
| Regija                    | Certifikat   | Prodaja   |
| ------------------------- | ------------ | --------- |
| Avstralija (ARIA)         | 2x platinast | 140,000   |
| Francija (SNEP)           | Zlat         | 261,000   |
| Kanada (Music Canada)     | 3x platinast | 300,000   |
| Nemčija (BVMI)            | Zlat         | 250,000   |
| Nizozemska (NVPI)         | Zlat         | 50,000    |
| ZDA (RIAA)                | 2x platinast | 2,000,000 |
| Združeno kraljestvo (BPI) | Platinast    | 300,000   |